# Royal-Dominique Fennell
Royal-Dominique Fennell (* 5. Juni 1989 in Fort Irwin, Kalifornien) ist ein deutsch-US-amerikanischer Fußballspieler. Er wird vorrangig als Innenverteidiger und defensiver Mittelfeldspieler eingesetzt.

## Karriere
Royal-Dominique Fennell wurde als Sohn eines amerikanischen Vaters und einer deutschen Mutter geboren. Er kam im Alter von vier Jahren nach Deutschland und wuchs in Göppingen auf. Dort begann er bei Frisch Auf Göppingen mit dem Fußballspielen. Weitere Stationen in der Jugend waren der FV Faurndau, der VfB Stuttgart, der SSV Ulm 1846 und die Stuttgarter Kickers.
Ab 2008 spielte er zunächst für die zweite Mannschaft der Kickers, bevor er zum Ende der Saison 2009/10 erstmals für die in der Regionalliga Süd spielende erste Mannschaft auflief. Im Verlauf der Saison 2010/11 etablierte er sich in der ersten Mannschaft. In der Saison 2011/12 gewann er mit den Stuttgarter Kickers die Regionalligameisterschaft und stieg in die 3. Liga auf.
Im Sommer 2015 wechselte Fennell zum Aufsteiger und künftigen Ligakonkurrenten Würzburger Kickers. In Würzburg hatte er mit 37 Einsätzen Anteil am Aufstieg in die 2. Bundesliga. Dort hatte er unter Trainer Bernd Hollerbach jedoch kaum noch Einsatzchancen und löste daraufhin seinen Vertrag kurz vor dem Ende der Sommer-Wechselperiode 2016 auf, um zum Drittligisten Hallescher FC zu wechseln.
Nach zwei Jahren in Sachsen-Anhalt führte ihn sein sportlicher Werdegang zur  Saison 2018/19 weiter zum VfR Aalen. In 35 Ligaspielen konnte er als Stammkraft zwei Treffer beisteuern, stieg jedoch am Saisonende mit der Mannschaft ab.
Zur Regionalligasaison 2019/20 wechselte der US-Amerikaner zur zweiten Mannschaft der TSG 1899 Hoffenheim, bei der er einen Einjahresvertrag erhielt. Er ging als Stammspieler in die Saison und traf gleich am 1. Spieltag auf seine alte Mannschaft aus Aalen, verlor aber mit der TSG mit 1:2. Sein auslaufender Vertrag wurde im Sommer 2020 nicht verlängert, weshalb Fennell vorübergehend vereinslos war und sich bei seinem Heimatverein 1. Göppinger SV fit hielt. Im Februar 2021 schloss er sich dem Oberligisten SGV Freiberg an. Aufgrund der COVID-19-Pandemie in Deutschland war jedoch zu diesem Zeitpunkt der Spielbetrieb der Saison 2020/21 bereits eingestellt und wurde bis zum Sommer nicht wieder aufgenommen.
Im Sommer 2021 wechselte Fennell innerhalb der Oberliga und kehrte zum 1. Göppinger SV in seiner Heimatstadt zurück. Ein Jahr später schloss er sich dem benachbarten Landesligisten JC Donzdorf an. Nachdem Donzdorf im Februar 2025 Insolvenz anmelden musste und der Spielbetrieb eingestellt wurde, schloss sich Fennell im März 2025 dem Verbandsligisten TV Echterdingen an.

## International
Fennell bestritt Ende 2011 ein Spiel für die U23-Nationalmannschaft der USA.

## Titel und Erfolge
- Meister der Regionalliga 2012 mit den Stuttgarter Kickers
- Aufstieg in die 2. Bundesliga 2016 mit den Würzburger Kickers